# Andrii Viktorovych Hnatov
Andrii Viktorovych Hnatov (tiếng Ukraina: Андрій Вікторович Гнатов) là một quân nhân Ukraina, quân hàm Trung tướng (tướng hai sao).

## Sự nghiệp
Hnatov tốt nghiệp Trường Sĩ quan Tăng - thiết giáp Kharkiv năm 2001.
Năm 2016-2018, ông giữ chức Tham mưu trưởng Lữ đoàn 36 Thủy quân lục chiến độc lập. Năm 2018, với việc thành lập Bộ Tư lệnh Thủy quân lục chiến Ukraine, ông được bổ nhiệm làm chỉ huy Lữ đoàn 36 và giữ cương vị này cho đến năm 2021.
Ông là phó tư lệnh - tham mưu trưởng Bộ Tư lệnh Tác chiến miền Nam của Lực lượng Vũ trang Ukraine, kiêm Chỉ huy của cụm quân "Primorya" (hướng Odesa).
Tháng 4 năm 2024, ông được giao làm tư lệnh Bộ Tư lệnh Tác chiến miền Đông, cũng là chỉ huy Nhóm chiến thuật - chiến lược Khortytsia.
Tháng 1 năm 2025, ông được bổ nhiệm làm Phó Tổng tham mưu trưởng phụ trách lĩnh vực huấn luyện và liên lạc trong quân đội.
Ngày 16 tháng 3 năm 2025, ông được bổ nhiệm làm Tổng tham mưu trưởng thay thế Thượng tướng Anatoliy Vladyslavovych Barhylevych.

## Lịch sử quân hàm
- Trung tá (tính đến ngày 7 tháng 3 năm 2015)
- Đại tá (tính đến ngày 30 tháng 4 năm 2018)
- Thiếu tướng (từ ngày 17 tháng 6 năm 2022)[5]
- Trung tướng (từ ngày 23 tháng 8 năm 2024)[6]